# Clockhuys

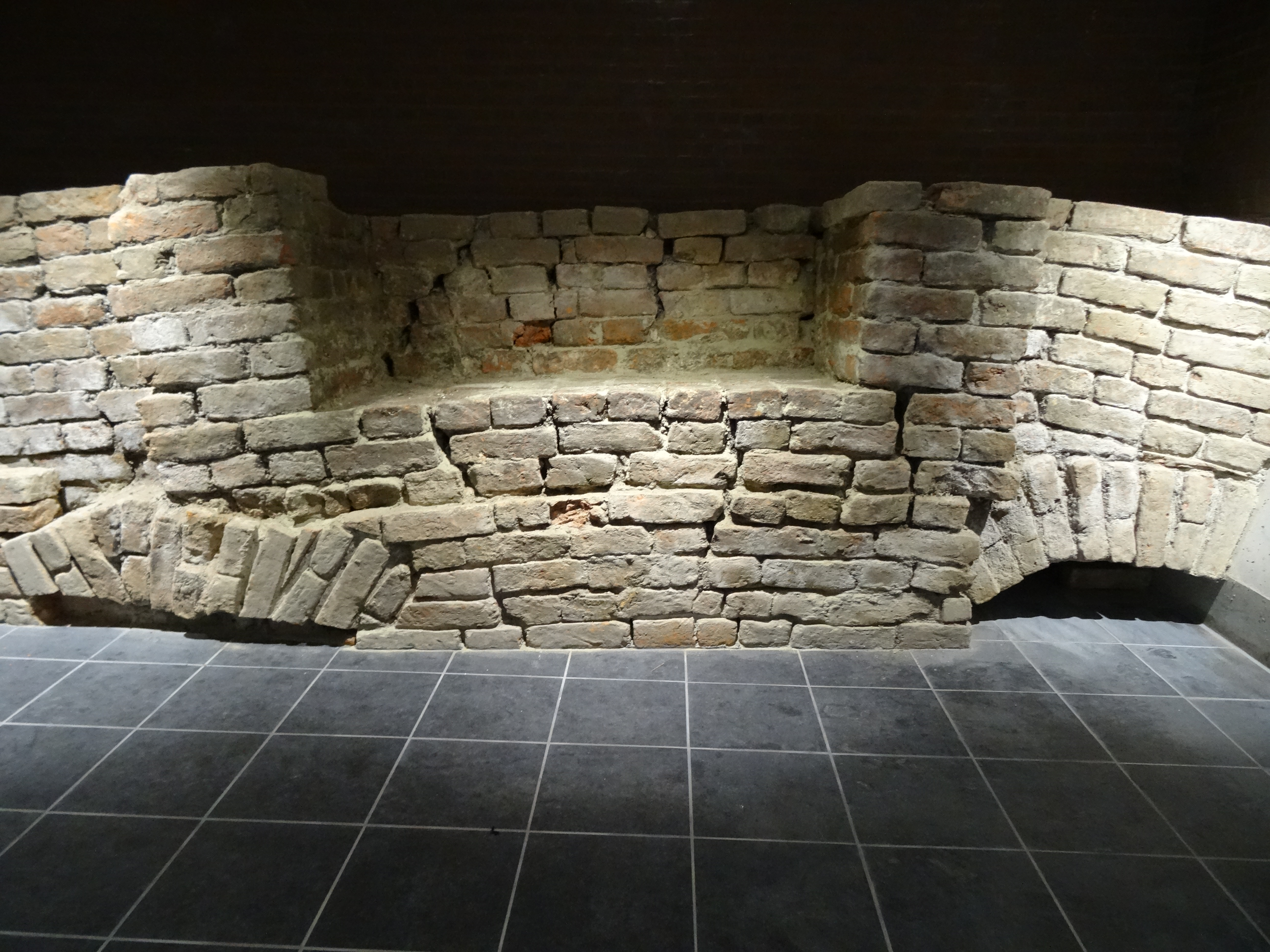
Restant van de fundering van het Clockhuys te Leiden

Het Clockhuys (Klokhuis) was een stenen huis in de Nederlandse stad Leiden. Het dankte zijn naam aan de klok die daar ten behoeve van de stad was opgehangen om zowel de tijd aan te geven als om geluid te worden ten tijde van brand of ander gevaar.

## Geschiedenis
In het centrum van Leiden, op de hoek van de Breestraat en de Maarsmansteeg vlak bij de Blauwe Steen, stond rond 1300 een stenen huis of toren eigendom van Willem III graaf van Holland en Zeeland. De Maarsmansteeg heette toen nog de Bruggenstraat, want die leidde naar wat toen de belangrijkste brug was. De stad had in die tijd nog geen stadhuis en kreeg van de graaf toestemming om aan de buitenzijde van het stenen huis een klok op te hangen. In 1381 was sprake van een "campana horarum", dat wil zeggen van een uurklok, die blijkbaar vooraan het huis bevestigd was. Het was geen slagwerk en wijzerplaat maar een metalen klok die door hamerslagen van de stadswachten geluid werd. Dat deden ze ook bij brand of ander gevaar om de burgerij te alarmeren.
Bekend is dat het Clockhuys door de graaf werd verhuurd aan de vooraanstaande Leidse burger Gerard Alewijnsz., die was grafelijk rentmeester en later kanselier, heer van Rijsoord. Alewijnsz. had het huis echter laten vervallen, waarmee ook het functioneren van de klok in gevaar raakte. Daarom gebood Willem V hem in 1347 het huis te herstellen 'alsoe hoeghe ende alsoe starc alset was'.
De functie van stadsklok werd overgenomen door het nieuwe stadhuis, maar het Clockhuys zou nog tot het midden van de 15e eeuw bestaan hebben. De plek van het Clockhuys is daarna altijd bebouwd geweest. Laatstelijk door het in 1904 naar ontwerp van architect Jacobus van der Heiden in art-nouveau-stijl gebouwde winkelpand Breestraat 90. Hier vestigde zich Albert B. Timmermann, die herenmode-artikelen verkocht. In 2014-2015 werd het pand door juwelier Rob van Gerner gerenoveerd en verbouwd tot juwelierswinkel. Hierbij werd de kelder vergroot, waarbij oorspronkelijke muurresten zijn aangetroffen van het Clockhuys. De vondst bevestigde dat in de 13e eeuw de begane grond een stuk lager lag dan tegenwoordig. De muurresten zijn gemetseld van kloostermoppen van meer dan 30 centimeter lang en hebben een dikte van 2½ steen, oftewel ongeveer 80 centimeter dik. Dat was in die tijd een kenmerk van een sterk en verdedigbaar huis. Omdat in 1351 en 1352 door de graaf van Holland werd verboden om in Leiden, Dordrecht en Delft huizen te bouwen met een muurdikte van 2 stenen dik (dit werd later 1½ baksteen dik) is dit een bijzondere muurdikte in Leiden. Alleen met toestemming van de graaf waren deze sterktes toegestaan. Het pand Breestraat 90 is een rijksmonument.